# 璋

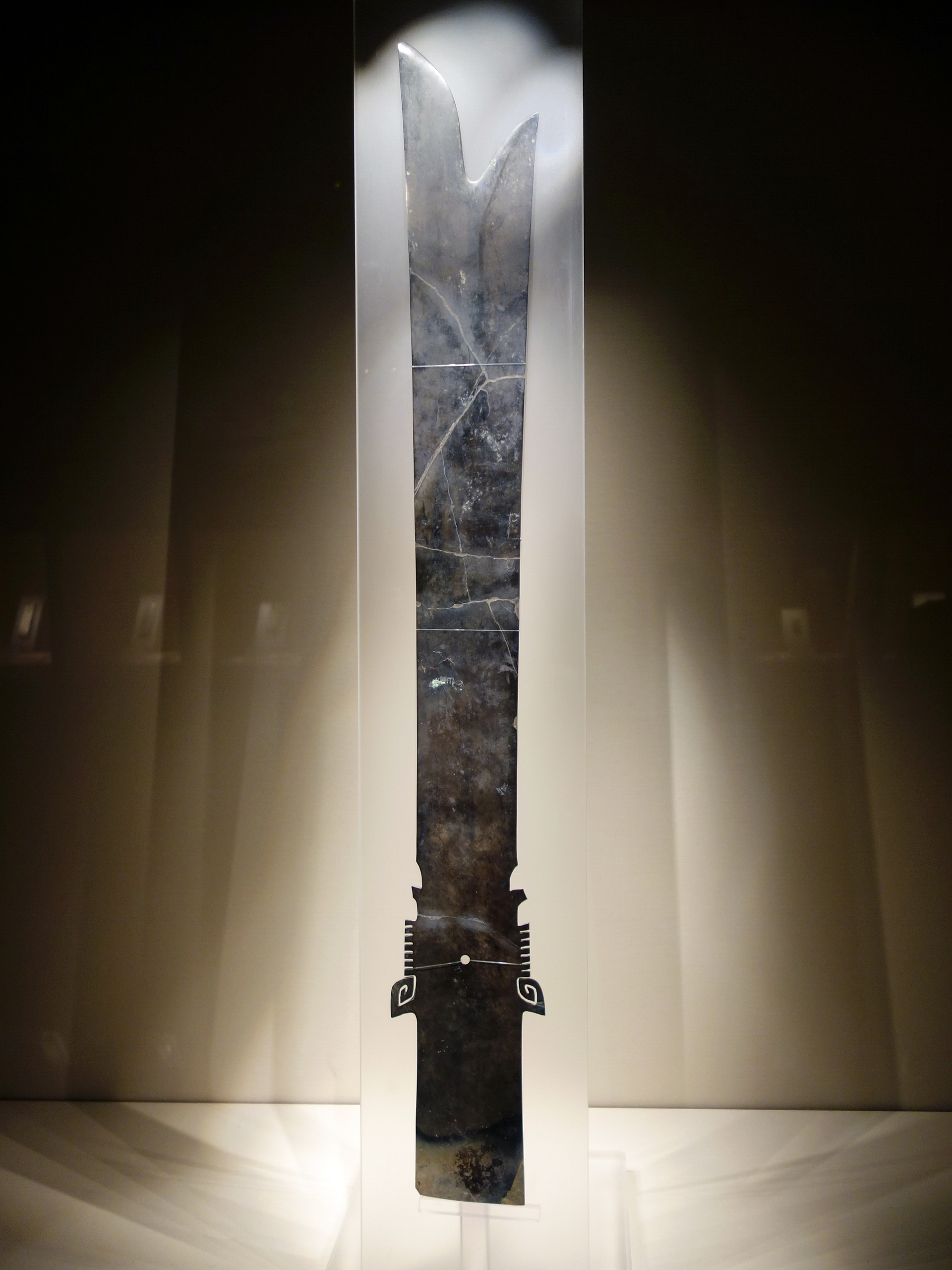
三星堆遗址出土玉璋

璋，為中國古代用來祭祀之玉器，形狀如半個 圭，在玉器中，主祭南方。山東龍山文化遺址、二里頭文化、二里崗等均有出土。
中國古代的父母會把璋給男孩玩弄，期望他長大後能成為有權貴的人，故產生「弄璋之喜」的祝賀語恭喜別人生男孩。